# Martin Bayfield
Martin Christopher Bayfield (21 december 1966) is een Engels acteur, presentator en voormalig rugbyspeler voor Northampton Saints, Bedford Blues en Engeland.

## Politie- en Rugbycarrière
Bayfield werd geboren in Bedford en volgde een opleiding aan de Bedford School. Hij diende van 1985 tot 1989 bij de Metropolitan Police voordat hij naar Bedfordshire Police ging.
Bayfield maakte zijn rugbydebuut in 1991. Hoewel hij niet bij het WK-team van 1991 zat, maakte hij deel uit van het winnende team van het Vijflandentoernooi Grand Slam 1992. Hij ging op de British Lions-tournee van 1993, en maakte deel uit van het WK-team van 1995. Zijn laatste verschijning voor Engeland was in de wedstrijd op het Vijflandentoernooi van 1996 tegen Wales.
Zijn laatste wedstrijd was tegen Gloucester in februari 1998; door een val een paar dagen later bij een training  bij Northampton Saints kreeg hij een aanhoudende nekletsel die hem dwong te stoppen.

## Film- en omroepcarrière
Sinds zijn ontslag werkte Bayfield als journalist en was hij in alle Harry Potter-films als stuntman de stand-in van Robbie Coltrane, die  de halfreus Hagrid speelde. Ook speelde hij in Harry Potter en de Geheime Kamer de jonge Hagrid. Verder speelde hij ook een cycloop in Wrath of the Titans, het vervolg op de film uit 2010 Clash of the Titans. Bayfield speelde ook "Rugbyspeler 1" in een aflevering van de BBC One-serie New Tricks.
Bayfield heeft in zijn carrière de National Football League en World's Strongest Man gepresenteerd op Channel 5 en werkte als rugbycorrespondent op BBC Radio 5 Live. Hij was ook presentator voor Independent Television's verslaggeving over de Wereldkampioenschap rugby van 2007 en 2011. In 2012-2016 presenteerde hij Crimewatch (BBC) samen met Kirsty Young. Vanaf 23 augustus 2018 tot 28 september 2018 nam Bayfield deel aan Celebrity Masterchef op BBC.

## Privéleven
Bayfield is getrouwd met zijn tweede vrouw en heeft drie dochters van zijn eerste vrouw.
In augustus 2014 was Bayfield een van de 200 prominenten die een brief aan The Guardian ondertekenden en zijn hoop uitte dat Schotland zou stemmen om deel te blijven uitmaken van het Verenigd Koninkrijk in het Schots onafhankelijkheidsreferendum.
Hij is nu de erevoorzitter van de Wooden Spoon Society, de rugby-organisatie die achtergestelde kinderen en jongeren ondersteunt.